# Grenze zwischen Brasilien und Frankreich
Die Grenze zwischen Brasilien und Frankreich hat eine Länge von 649 Kilometern. Die Brücke über den Oyapock stellt den einzigen offiziellen Grenzübergang auf dem Landweg zwischen den beiden Staaten dar.

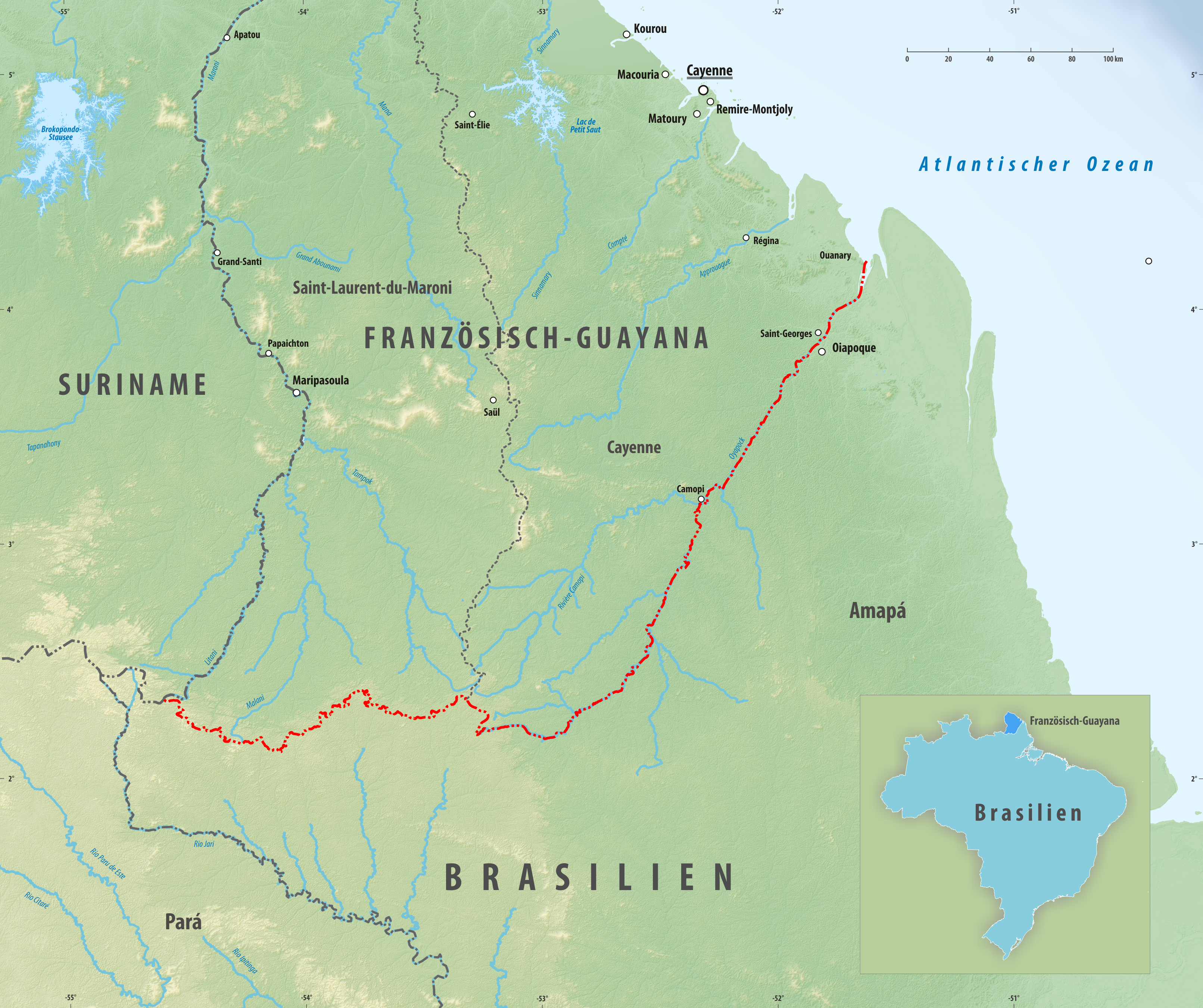
Grenzverlauf Brasilien-Französisch Guayana

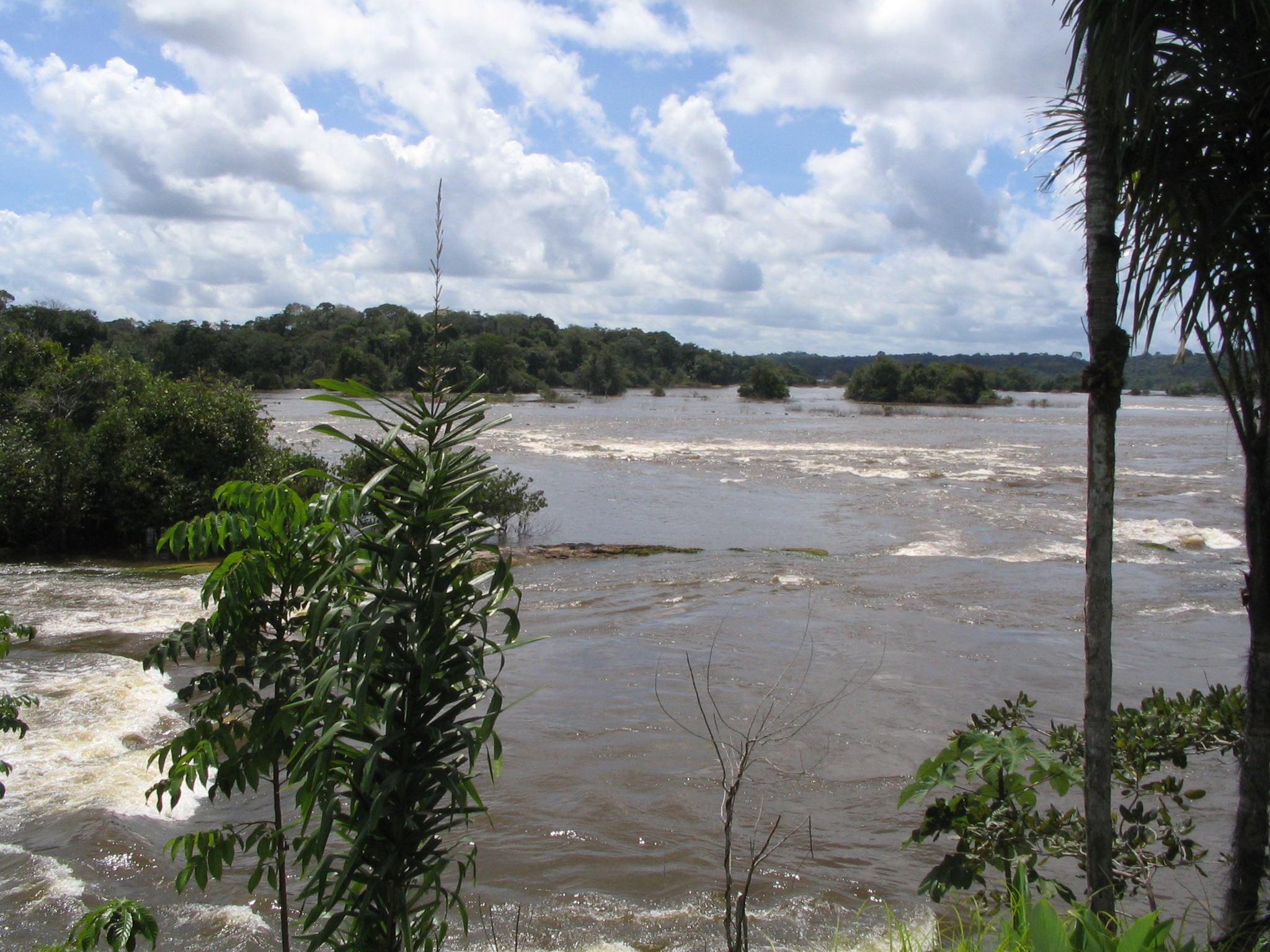
Grenzfluss Oyapock

## Gemeinden an der Staatsgrenze (von Nord nach Süd)
| F R A N K R E I C H (Französisch-Guayana) | F R A N K R E I C H (Französisch-Guayana) | F R A N K R E I C H (Französisch-Guayana) |               | B R A S I L I E N | B R A S I L I E N | B R A S I L I E N |
| Arrondissement                            | Gemeinde                                  | Grenz- übertritt                          |               | Grenz- übertritt  | Gemeinde          | Bundesstaat       |
| ----------------------------------------- | ----------------------------------------- | ----------------------------------------- | ------------- | ----------------- | ----------------- | ----------------- |
| Atlantischer Ozean                        |                                           |                                           |               |                   |                   |                   |
| Saint-Georges                             | Saint-Georges                             |                                           | O y a p o c k |                   | Oiapoque          | Amapá             |
| Saint-Georges                             | Camopi                                    |                                           | O y a p o c k |                   | Oiapoque          | Amapá             |
| Saint-Georges                             |                                           | Laranjal do Jari                          |               |                   |                   | Amapá             |
| Saint-Laurent-du-Maroni                   | Maripasoula                               |                                           |               |                   |                   | Amapá             |
| Suriname                                  |                                           |                                           |               |                   |                   |                   |